# منتخب فرنسا لكرة القدم الأمريكية
منتخب فرنسا لكرة القدم الأمريكية (بالفرنسية: Équipe de France de football américain)‏ هو ممثل فرنسا الرسمي في المنافسات الدولية في كرة القدم الأمريكية . تأسس في 1985.

## وصلات خارجية
- الموقع الرسمي